# Блэкли, Чарльз Харрисон
Чарльз Харрисон Блэкли (5 апреля 1820 г. — 4 сентября 1900 г.) — британский врач, открывший механиз аллергического ринита, вызванного пыльцой, обычно называемого сенной лихорадкой. Выделение сенной лихорадки как заболевания было известно с 1819 года благодаря работам Джона Бостока. Блэкли был первым, кто связал пыльцу с этим заболеванием, и хотя позже он придерживался некоторых дискредитированных взглядов, его открытие стало важным шагом в исследовании аллергенов. Его самой важной работой была книга под названием «Experimental Researches on the Causes and Nature of Catarrhus aestivus», опубликованная в 1873 году.
Чарльз Дарвин ознакомился с книгой Блэкли и написал за неё благодарность автору. Его очень интересовали эксперименты Блэкли, и в другом письме он объяснил, что некоторые виды пыльцы переносятся ветром, тогда как распространение других зависит от насекомых, за что Блэкли был чрезвычайно благодарен.